# Llanura indogangética

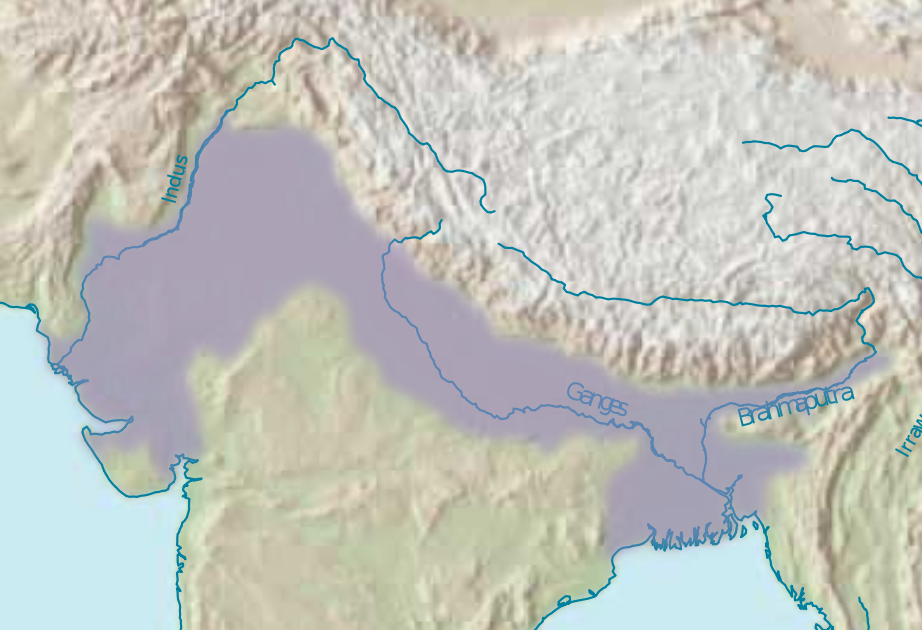
Situación de la llanura indogangética.

La llanura indogangética es una fértil planicie de 700,000 km² que comprende una parte del norte y este de la India. La región toma su nombre de los ríos Indo y Ganges, e incluye un gran número de áreas urbanas. Limita por el norte con la cordillera del Himalaya, que alimenta sus numeroso ríos y es la fuente del fértil aluvión depositado a lo largo de la región por los dos sistemas de ríos, al sur con la meseta Chota Nagpur y las sierras de Vindhya y Satpura, y al oeste con la meseta iraní.
La llanura contiene una de las mayores concentraciones de población del planeta, con una amplia franja desde Bangladés hasta el Punjab, que alberga más de 500 habitantes por km². Muchas ciudades populosas desarrolladas como Calcuta, Delhi, Karachi y Dhaka están situadas en la llanura indogangética.

## Historia
La región es conocida por la Cultura del valle del Indo, que es responsable del nacimiento de la antigua cultura del sur de Asia, y fue la primera cultura antigua del subcontinente indio. El terreno plano y fértil ha facilitado el surgimiento y expansión de varios imperios, incluyendo el Imperio Gupta, Jarsha Vardhana, Magadha, Imperio Maurya, Dinastía Pala, Imperio mogol y Sultanato de Delhi —todos ellos han tenido centros políticos y demográficos en la llanura indogangética. Durante el Periodo védico de la historia de la India, esta región fue conocida como la tierra de los arios ("Aryavarta"), Según Manusmṛti (2.22), «Aryavarta» es «la extensión comprendida entre las cordilleras del Himalaya y del Vindhya, desde el mar oriental (Golfo de Bengala) hasta el mar occidental (Mar Arábigo)». Y durante el periodo islámico, como Indostán, derivación del término persa para el río Indo. Posteriormente este término se usó para referirse a toda la India.
En el siglo XII d. C., gran parte de la región estaba gobernada por los rajputs. En 1191 d. C., el rey rajput Prithviraj Chauhan unificó varios estados rajputs y derrotó al ejército invasor de Muhammad de Gur en la Primera Batalla de Tarain. Sin embargo, Shihabuddin derrotó a los rajputs en la Segunda Batalla de Tarain, lo que llevó al surgimiento del Sultanato de Delhi en la región en el siglo XIII d. C. En 1526 d. C., Babur arrasó el Paso Khyber y estableció el Imperio mogol, que gobernó durante casi los siguientes tres siglos.
El Imperio Maratha fundado por Shivaji, capturó brevemente la región a principios del siglo XVIII d. C. El Imperio Sikh fue establecido por Ranjit Singh aproximadamente al mismo tiempo en la parte noroeste de la región. Los europeos llegaron a la India peninsular a finales del siglo XV. La Compañía Inglesa de las Indias Orientales consolidó su poder en la llanura del bajo Ganges en las batallas de Plassey (1757) y de Buxar (1767). Con la derrota de los marathas, toda la región quedó bajo el control del Raj británico y permaneció así hasta la independencia de la India en 1947.
El nombre 'Indostán' (हिन्दुस्तान) es persa; literalmente significa 'paía de los Hindus/Indios'. El primer vocablo, Indo (हिन्दु), fue tomado prestado de la palabra en sánscrito sindhu (सिन्धु) m./f. 'río', mientras que stān es un cognado de la palabra sánscrita sthāna (स्थान) n. 'un sitio'.
El término ha sido utilizado para hacer referencia a todo el subcontinente indio. El término "Indostánico" también utilizado para referirse a las personas, la música y la cultura de la región.

## Formación de la llanura indogangética
La formación de la llanura indogangética está estrechamente relacionada con la formación del Himalaya. Los ríos que anteriormente desembocaban en el mar de Tethys (antes de que la placa india colisionara con la euroasiática como consecuencia de la deriva continental) depositaron una enorme cantidad de sedimentos en el geosinclinal de Tethys.
El Himalaya se formó a partir de estos sedimentos que fueron levantados, plegados y comprimidos debido al movimiento norte de la Placa India. El movimiento septentrional de la Placa India también creó una depresión al sur del Himalaya.
Depósitos
Durante las etapas iniciales de levantamiento de sedimentos, los ríos ya existentes cambiaron su curso varias veces y se rejuvenecieron cada vez. El rejuvenecimiento está asociado a una intensa erosión frontal y vertical de los estratos blandos que recubren el estrato de roca más duro.
La erosión frontal y la erosión vertical del valle del río en las etapas iniciales y la erosión lateral en las etapas posteriores aportaron una enorme cantidad de conglomerados (detritus) (restos de roca, limo, arcilla) que fueron arrastrados ladera abajo. Estos conglomerados se depositaron en la depresión (fosa indogangética o sinclinal indogangético) (la base del geosinclinal es roca cristalina dura) entre la India peninsular y el límite convergente (la región del actual Himalaya).

## Geografía

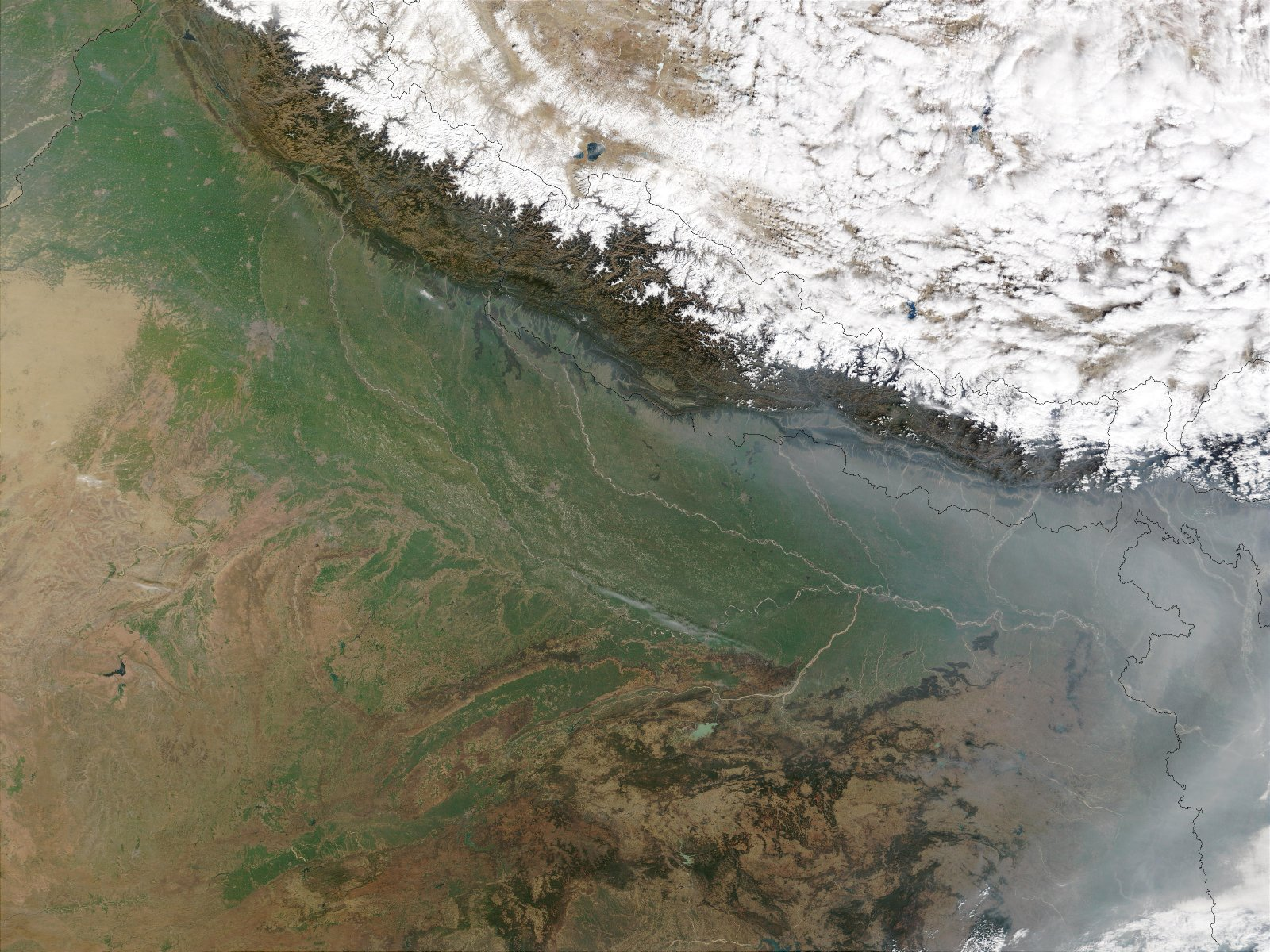
Una parte de la llanura indogangética sobre el norte, centro y este de la India, así como Bután.

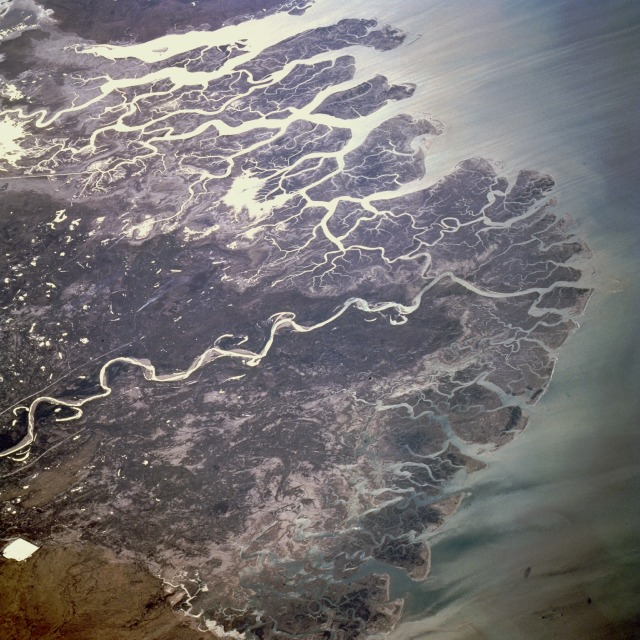
Delta del Indo.

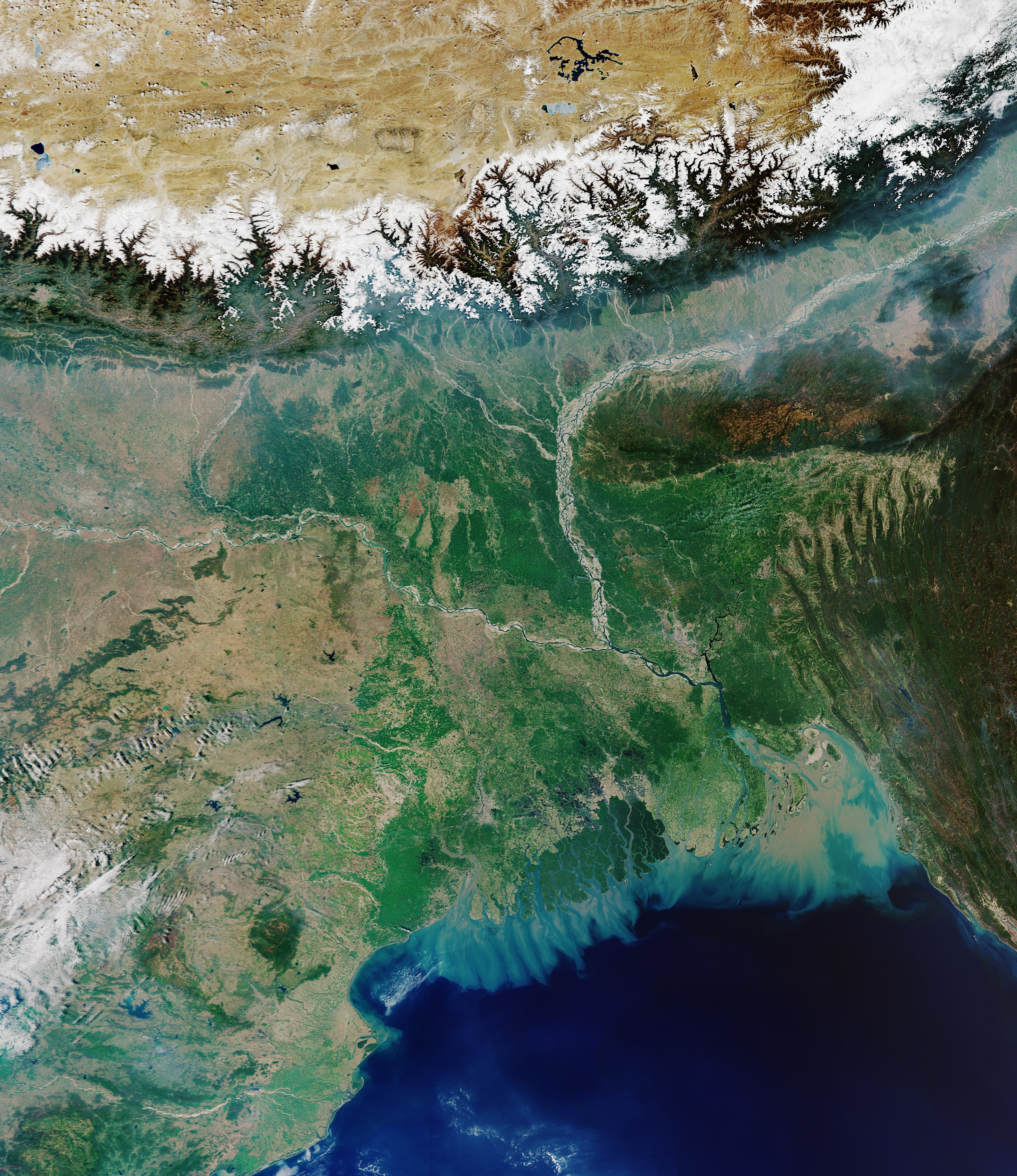
Delta del Ganges.

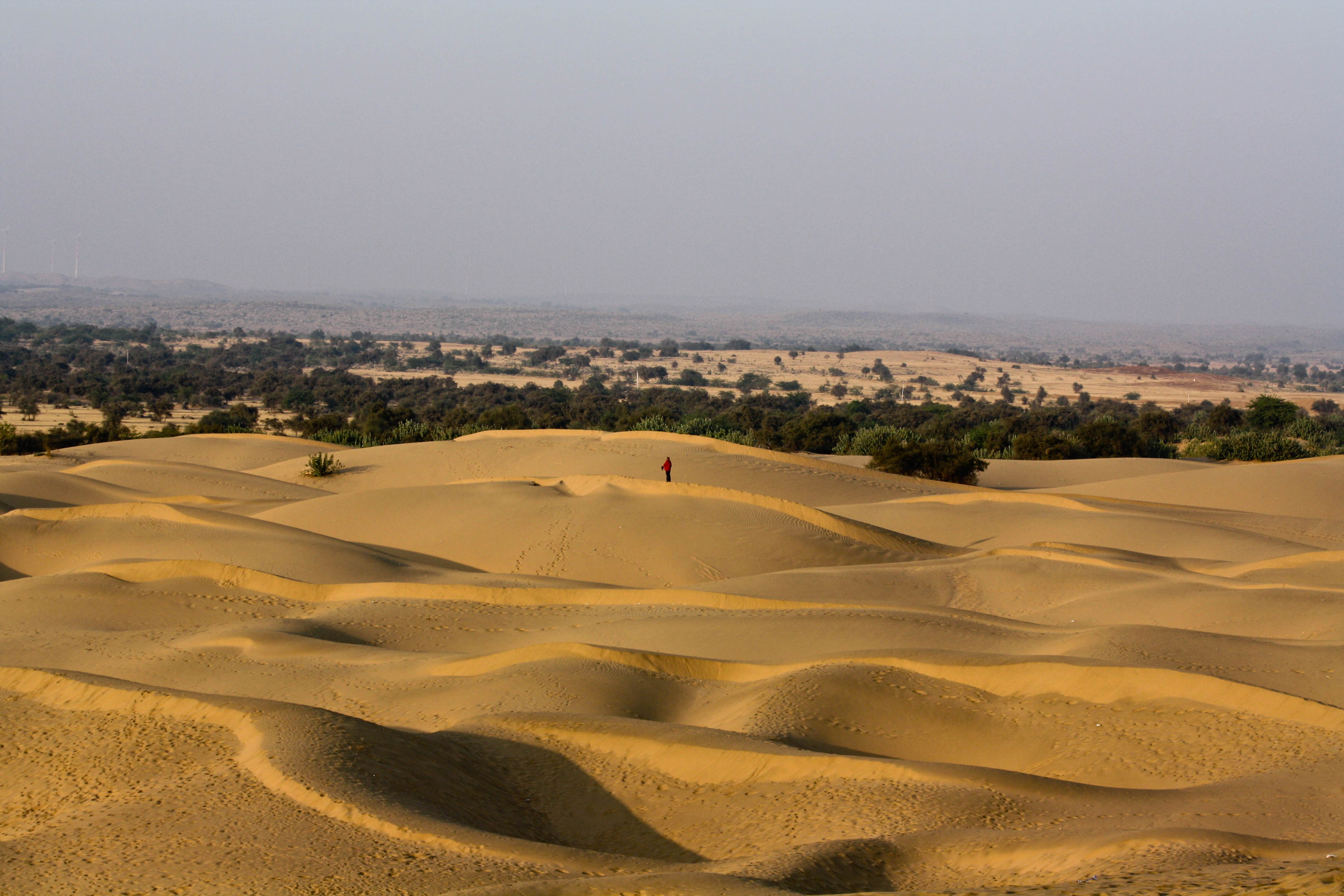
Desierto Thar.

La llanura Indogangética está dividida en dos cuencas de drenaje por la Cordillera de Delhi; la parte occidental desemboca en el Indo y la parte oriental está formada por los sistemas de drenaje Ganges-Brahmaputra. Esta división está a solo 350 metros sobre el nivel del mar, lo que provoca la percepción de que la llanura indogangética parece ser continua desde Sindh en el oeste hasta Bengala y Assam en el este.
Una delgada franja entre las estribaciones del Himalaya y la llanura, Bhabar es una región de suelo poroso que consta de cantos rodados y guijarros que han bajado de las montañas. No es apto para cultivos y está forestado. Los arroyos desaparecen bajo tierra aquí.
Debajo del Bhabar se encuentran las praderas de Terai y Dooars.
Los numerosos afluentes del Indo y el Ganges dividen la llanura en doabs, lenguas de tierra que se extienden hasta donde se encuentran los afluentes. Cerca de los ríos se encuentra la tierra khadar de nuevos aluviones que están sujetos a inundaciones. Por encima del límite de inundación, la tierra de bangar es un aluvión más antiguo depositado en el Pleistoceno medio.
La precipitación anual aumenta de oeste a este. Las llanuras del Bajo Ganges y el Valle de Assam son más verdes que la llanura media del Ganges. El bajo Ganges se centra en Bengala Occidental, desde donde fluye hacia Bangladés. Después de unirse al Jamuna, un distribuidor de Brahmaputra, ambos ríos forman el delta del Ganges. El Brahmaputra nace en el Tíbet como el río Yarlung Zangbo y fluye a través de Arunachal Pradesh y Assam, antes de cruzar a Bangladés.
Algunos geógrafos subdividen la llanura indogangética en varias partes: las regiones de Gujarat, Sindh, Punjab, Doab, Rohilkhand, Awadh, Bihar, Bengala y Assam.
Aproximadamente, la llanura indogangética se extiende por debajo de la cota 300m, a lo largo de:
las llanuras de Jammu en el norte;
las llanuras de Punjab en el este de Pakistán y el noroeste de la India;
las llanuras de Sindh en el sur de Pakistán;
el delta del Indo en el sur de Pakistán y el oeste de la India;
el Ganga-Yamuna Doab ;
las llanuras de Rohilkhand (Katehr) ;
las llanuras de Awadh ;
las llanuras de Purvanchal ;
las llanuras de Bihar ;
las llanuras del norte de Bengala ;
el delta del Ganges en India y Bangladés;
y el valle de Brahmaputra en el este.
La fértil región de Terai se extiende por el sur de Nepal y el norte de la India a lo largo de las estribaciones del Himalaya. Los ríos abarcados son el Beas, el Chambal, el Chenab, el Ganges, el Gomti, el Indo, el Ravi, el Sutlej y el Yamuna. El suelo es rico en limo, por lo que la llanura es una de las zonas más cultivadas del mundo. Incluso las zonas rurales aquí están densamente pobladas .
Las llanuras del Indo-Ganges, también conocidas como las "Grandes Llanuras", son grandes llanuras aluviales de los sistemas fluviales Indo, Ganges y Brahmaputra. Corren paralelas a las montañas del Himalaya, desde Jammu y Cachemira y Khyber Pakhtunkhwa en el oeste hasta Assam en el este y drenando la mayor parte del norte y este de la India. Las llanuras abarcan un área de 700,000 km² (270,000 millas cuadradas) y varían en ancho a lo largo de varios cientos de kilómetros. Los principales ríos de este sistema son el Ganges y el Indo junto con sus afluentes; Beas, Yamuna, Gomti, Ravi, Chambal, Sutlej y Chenab.
El cinturón Indo-Ganges es la extensión de aluvión ininterrumpida más extensa del mundo formada por la deposición de limo de los numerosos ríos. Las llanuras son planas y en su mayoría sin árboles, lo que las hace propicias para el riego a través de canales. La zona también es rica en fuentes de agua subterránea. Las llanuras son las zonas más cultivadas del mundo. Los principales cultivos que se cultivan son el arroz y el trigo que se cultivan en rotación. Otros incluyen maíz, caña de azúcar y algodón. Las llanuras del Indo-Ganges se encuentran entre las áreas más densamente pobladas del mundo con una población total que excede los 400 millones.

## Fauna histórica

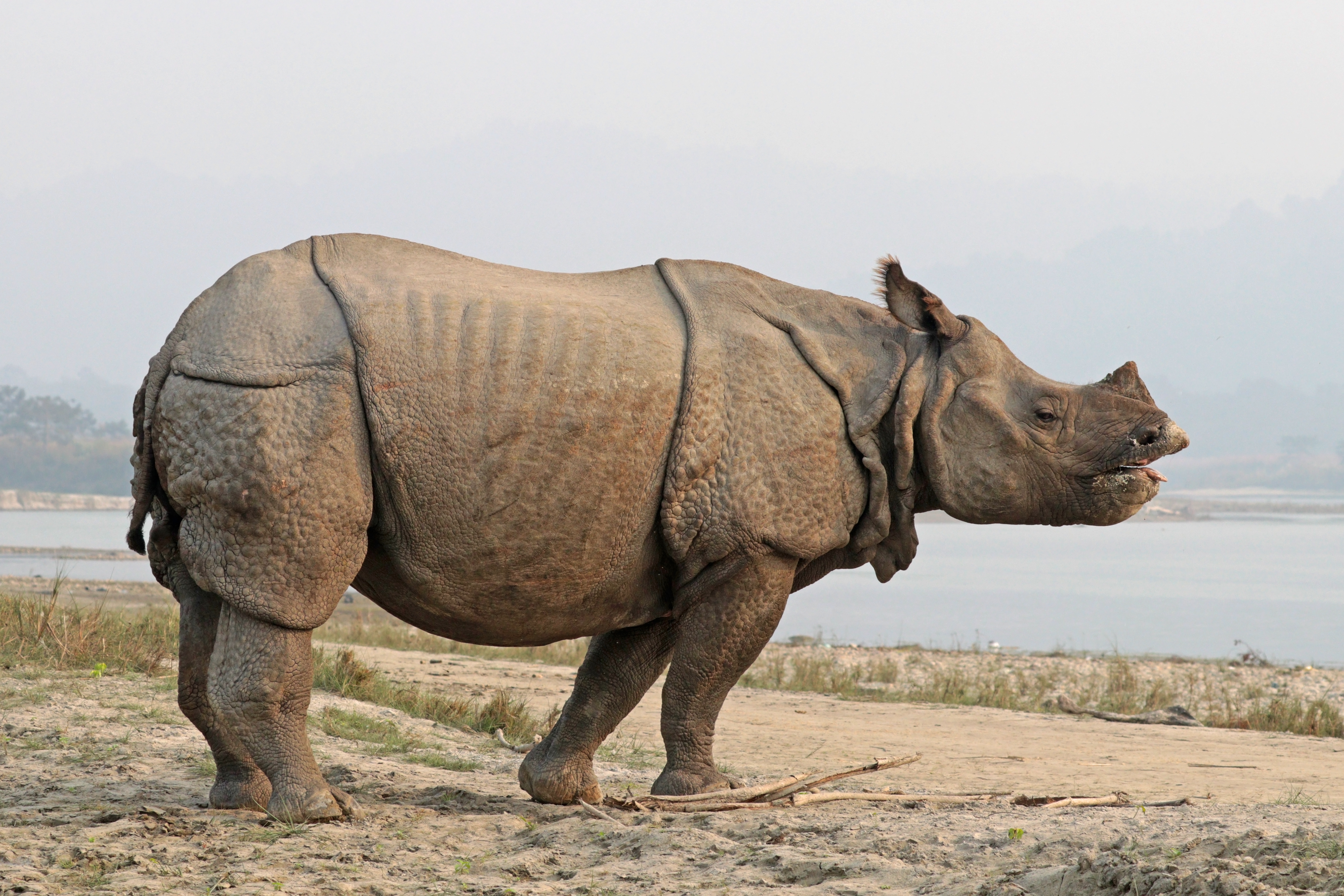
Ejemplar de rinoceronte indio a la vera del río Narayani.

Hasta la historia reciente, las praderas abiertas de la llanura del Indo-Ganges estaban habitadas por varias especies grandes de animales. Las llanuras abiertas albergaban un gran número de herbívoros, entre los que se encontraban los tres rinocerontes asiáticos (rinoceronte indio, rinoceronte de Java, rinoceronte de Sumatra). Los pastizales abiertos eran en muchos aspectos similares al paisaje del África moderna. Gacelas, búfalos, rinocerontes, elefantes, leones e hipopótamos deambulaban por las praderas como lo hacen hoy en África. Grandes manadas de elefantes indios, gacelas, antílopes y caballos convivían con varias especies de ganado salvaje, incluidos los uros ahora extintos. En las zonas boscosas había varias especies de cerdos salvajes, ciervos y muntjac. En las regiones más húmedas cercanas al Ganges, habría habido grandes manadas de búfalos de agua pastando en las riberas de los ríos junto con especies extintas de hipopótamos.
Tantos animales grandes también habrían sustentado una gran población de depredadores. Los lobos indios (Canis lupus pallipes), los dholes, las hienas rayadas, los guepardos asiáticos (Acinonyx jubatus venaticus) y los leones asiáticos habrían cazado en las llanuras abiertas, mientras que los tigres y leopardos de Bengala (Prionailurus bengalensis) acecharían a sus presas en los bosques circundantes y los osos perezosos cazarían termitas en ambas áreas. En el Ganges había grandes concentraciones de gaviales, cocodrilos asaltantes y delfines de río que controlaban las poblaciones de peces y el ocasional rebaño migratorio que cruzaba el río.

## Agricultura

Fechas de comienzo y corrientes de viento principales en los monzones de verano en la India, que son determinantes en el aporte de lluvia a los sembradíos.

La agricultura en la llanura del Indo-Ganges consiste principalmente en arroz y trigo cultivados en rotación de cultivos. Otros cultivos incluyen maíz, caña de azúcar y algodón.
La principal fuente de lluvia es el monzón del suroeste, que normalmente es suficiente para la agricultura en general. Los numerosos ríos que fluyen del Himalaya proporcionan agua para importantes obras de riego.
Debido al rápido crecimiento de la población (así como a otros factores), esta área se considera de alto riesgo de escasez de agua en el futuro.
El área constituye la tierra entre el río Brahmaputra y la cordillera Aravalli. El Ganges y otros ríos como el Yamuna, el Río Karnali y el río Chambal atraviesan la zona.

## Galería de imágenes

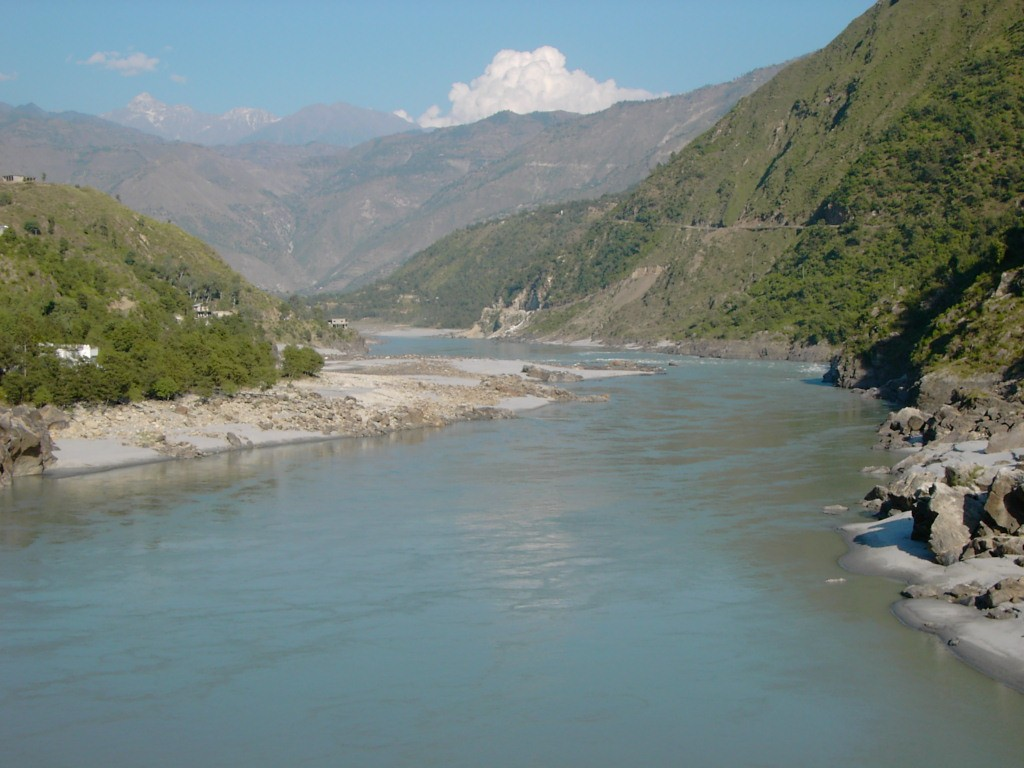
Curso alto del Indo en Pakistán
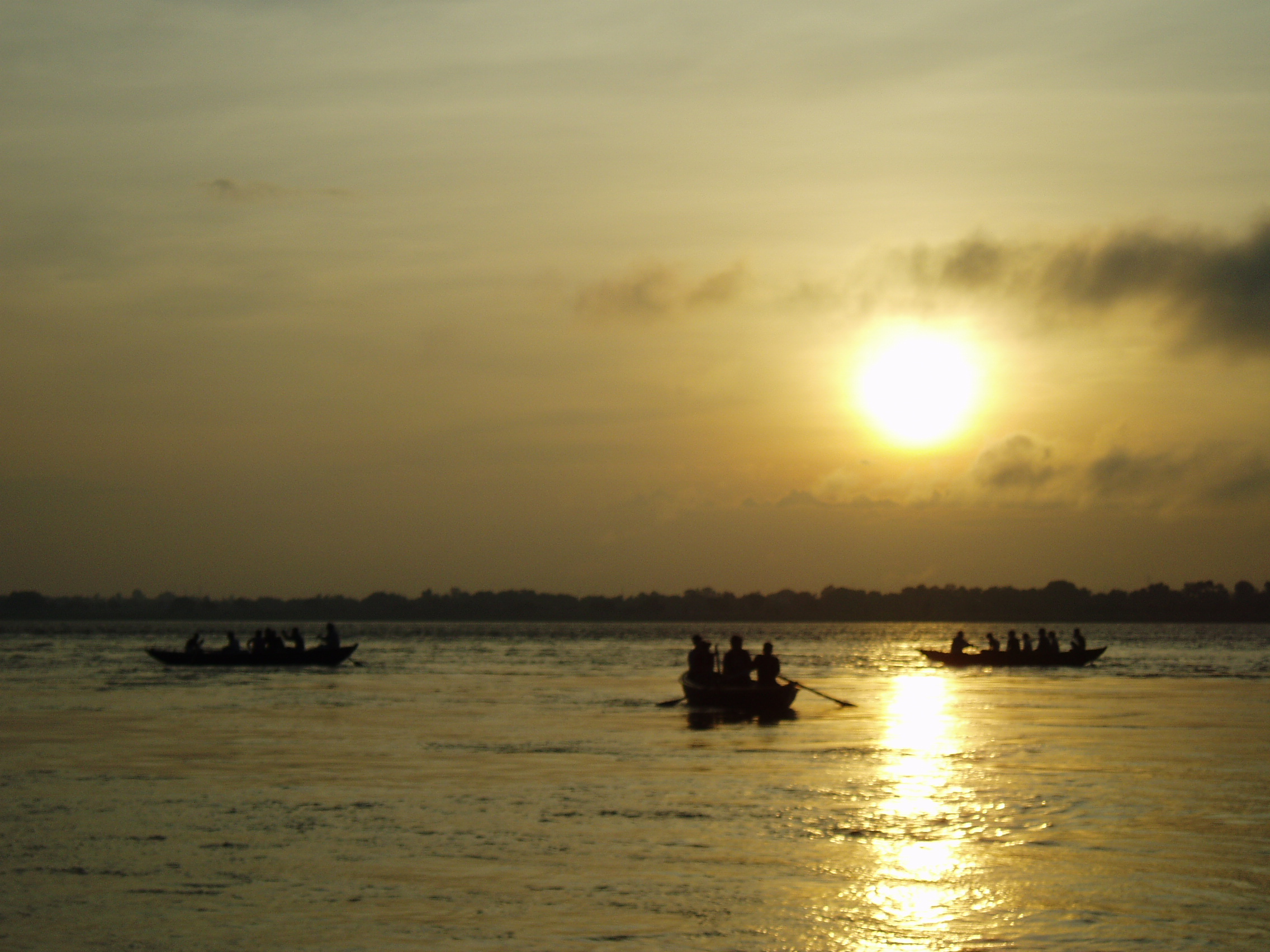
El El río Ganges al amanecer (India)
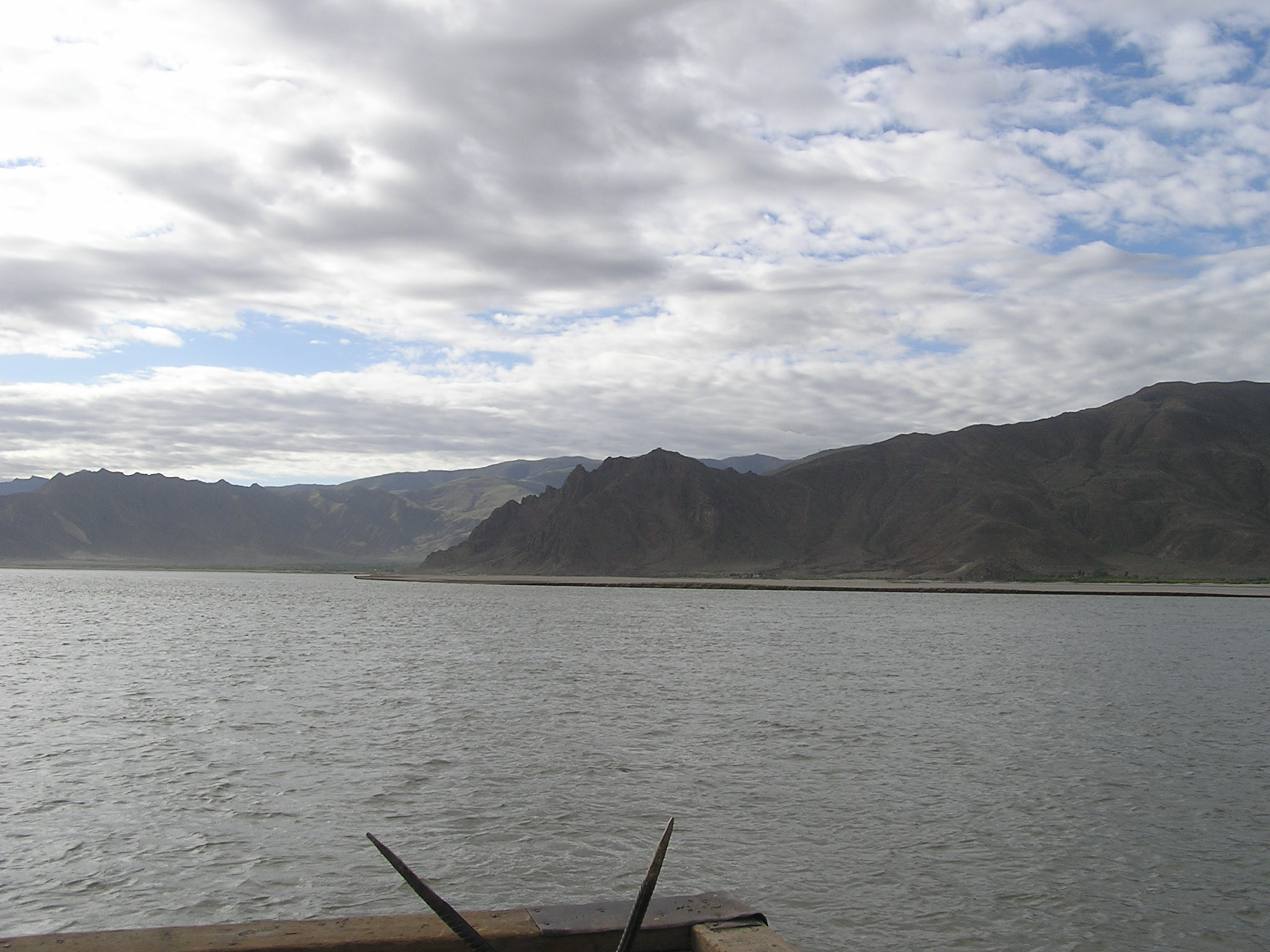
El río Brahmaputra